# Ломачовка
Ломачо́вка (рос. Ломачёвка) — село у складі Іжморського округу Кемеровської області, Росія.

## Населення
Населення — 78 осіб (2010; 102 у 2002).
Національний склад (станом на 2002 рік):
- росіяни — 93 %